# Инженер-механик Зверев (эсминец)
«Инженер-механик Зверев» — головной эскадренный миноносец типа «Инженер-механик Зверев», построенный для усиления Российского флота на Дальнем востоке. До 10 октября 1907 года числился миноносцем. Назван в честь механика миноносца «Сильный» Василия Васильевича Зверева, погибшего в бою.

## Постройка и довоенная служба
2 апреля 1905 года зачислен в списки судов Балтийского флота, 15 января 1905 года заложен на судоверфи завода «Шихау» в Эльбинге (Германия), спущен на воду 24 сентября 1906 года. В апреле 1906 года на пароходе перевезён в Кронштадт, где вступил в строй в конце лета того же года. От отправки миноносца во Владивосток отказались из-за окончания военных действий с Японией.
«Инженер-механик Зверев» прошел капитальный ремонт корпуса и главных механизмов в 1910—1911 годах на заводе акционерного общества «Крейтон и Ко» в Санкт-Петербурге с заменой котлов. После ремонта скорость миноносца была равна 22,7 узлам.
Накануне Первой мировой войны миноносцы типа «Инженер-механик Зверев» свели в третий дивизион Первой минной дивизии.

## Дальнейшая судьба
Во время Первой мировой войны нес вспомогательную и дозорную службу, обеспечивал противолодочную оборону главных сил флота. 6 октября 1915 года в Рижском заливе сел на мель и после этого в 1916 году прошел капитальный ремонт корпуса с заменой трубок в котлах. Участвовал в Февральской революции.
26 октября 1917 года вошел в состав Красного Балтийского флота. С 11 по 20 апреля 1918 года совершил переход из Гельсингфорса (Хельсинки) в Кронштадт, где до мая 1919 года находился в резерве. В 1922 году переименован в «Жемчужный», затем — в «Жемчужин», оборудован тральным устройством и 1 мая 1922 года переклассифицирован в тральщик.
Участвовал в нескольких боевых тралениях акватории Финского залива. С 15 мая 1926 года — посыльное судно. 9 ноября 1926 года законсервирован и сдан в Кронштадтский военный порт на долговременное хранение, а 17 января 1930 года исключен из состава РККФ с передачей «Рудметаллторгу» для реализации.

## Известные командиры
- Д. И. Драган 1908.
- А. К. Векман
- Л.фон-дер Фааб-Тиллен
- С. И. Абрамович-Блэк
- Н. Н. Унковский 1923—1925.